# هارولد ديفيس (منافس ألعاب قوى)
هارولد ديفيس (بالإنجليزية: Harold Davis)‏ هو منافس ألعاب قوى أمريكي، ولد في 5 يناير 1921 في ساليناس في الولايات المتحدة، وتوفي في 12 أغسطس 2007.

## روابط خارجية
- هارولد ديفيس على موقع الاتحاد الأمريكي لسباقات المضمار والميدان، قاعة المشاهير (الإنجليزية)